# 德意志西阿非利加公司
德意志西阿非利加公司（德語：Deutsch-Westafrikanische Gesellschaft / Compagnie, DWAG），简称西非公司，是1885年成立德国的一家特许公司。该家公司开发了徳属西非的两个保护国——多哥和喀麦隆，但不同于德属东非的情况，并未直接统治之。

## 历史
德意志西阿非利加公司于1885年成立，总部设在汉堡。公司活动于德属喀麦隆和多哥兰，其中德属加麦隆包括今日的喀麦隆全境及部分尼日利亚，多哥兰则包括今多哥全境及加纳的一部分。因连年利润低下，该公司于1903年11月13日为德意志帝国合并。